# マリンジェット
マリンジェットとは、ヤマハ発動機が商標登録している水上オートバイのことである。

## マリンジェットの一覧
- MJ-FX
- MJ-VX
- MJ-GP
- MJ-Superjet
- MJ-TZ
- MJ-XLT
- MJ-RA
- MJ-RZ
- MJ-VN
- MJ-T
- MJ-M
- MJ-S
- MJ-SP
- SUV